# NGC 461
NGC 461 је спирална галаксија у сазвежђу Вајар која се налази на NGC листи објеката дубоког неба.
Деклинација објекта је - 33° 50' 28" а ректасцензија 1h 17m 20,3s. Привидна величина (магнитуда) објекта NGC 461 износи 13,4 а фотографска магнитуда 14,1. Налази се на удаљености од 65,333 милиона парсека од Сунца. NGC 461 је још познат и под ознакама ESO 352-33, MCG -6-4-2, AM 0115-340, IRAS 01150-3406, PGC 4636.